# Симфонія № 7 (Дворжак)

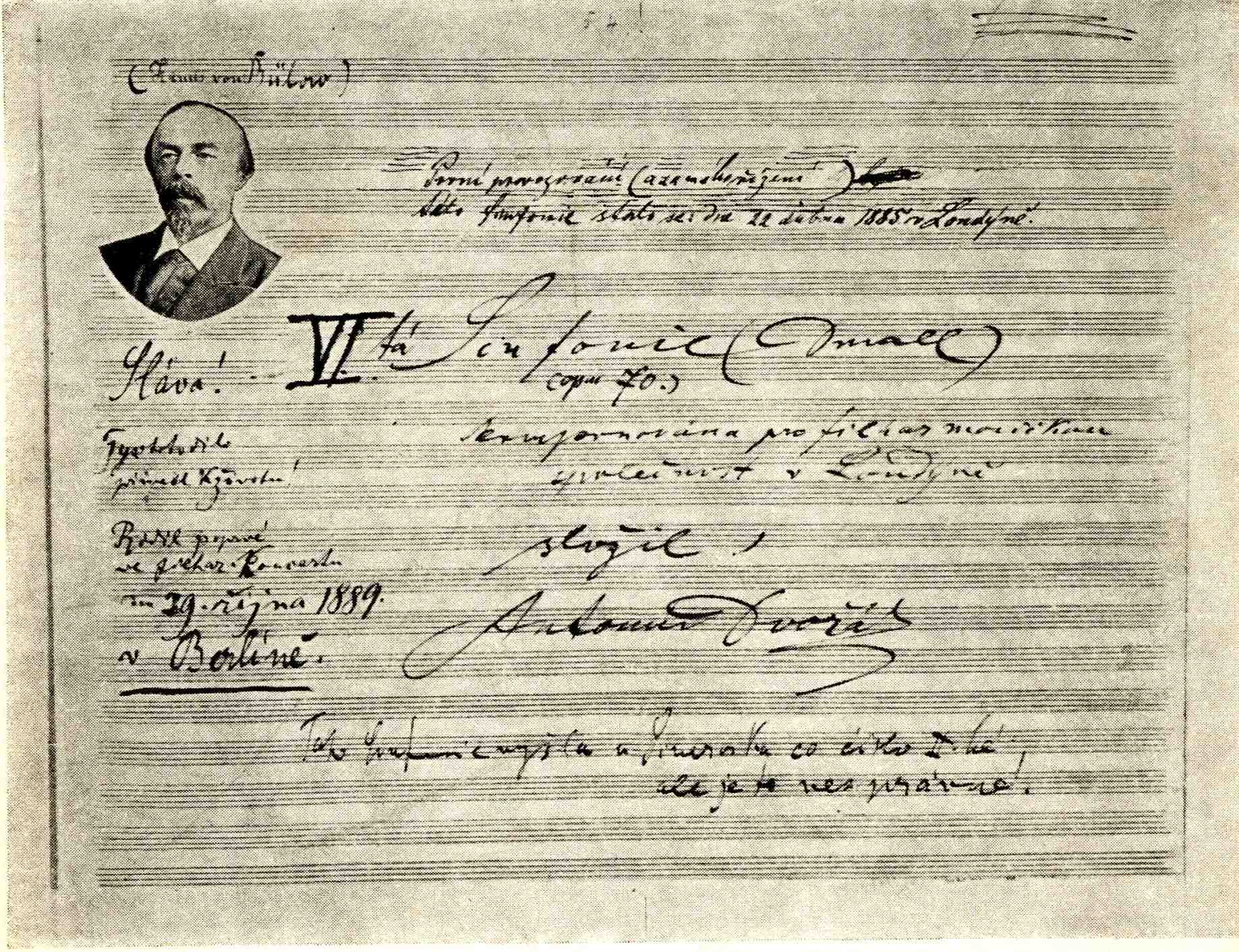
Титульна сторінка рукопису симфонії з портретом Ганса фон Бюлова

Симфонія № 7 op. 70, ре мінор — симфонія Антоніна Дворжака, написана в 1884–85 роках. Вперше прозвучала 22 квітня 1885 року в Лондоні.
Складається з чотирьох частин:
1. Allegro maestoso
2. Poco adagio
3. Scherzo: Vivace – Poco meno mosso
4. Finale: Allegro